# Danbury (Nebraska)
Danbury é uma vila localizada no estado americano de Nebraska, no Condado de Red Willow.

## Demografia
Segundo o censo americano de 2000, a sua população era de 127 habitantes.
Em 2006, foi estimada uma população de 122, um decréscimo de 5 (-3.9%).

## Geografia
De acordo com o United States Census Bureau, a localidade tem uma área de 0,9 km², sem área coberta por água.

## Localidades na vizinhança
O diagrama seguinte representa as localidades num raio de 28 km ao redor de Danbury.